# Acanthocercus atricollis
Acanthocercus atricollis е вид влечуго от семейство Agamidae. Видът е незастрашен от изчезване.

## Разпространение
Разпространен е в Ангола, Ботсвана, Демократична република Конго, Замбия, Зимбабве, Кения, Малави, Мозамбик, Намибия, Сомалия, Танзания, Уганда, Южен Судан и Южна Африка.

## Описание
Продължителността им на живот е около 6 години. Популацията им е стабилна.